# 恩布人
恩布人 （Embu） 是居住在肯尼亚恩布区的班图人的一支。他们的母语为属于班图语支的恩布语。

## 起源
恩布人源于班图人，他们居住在肯尼亚山附近。同其他东部班图族一样，他们被认为是在早期班图人从西非迁徙之后，又从南部北迁至现居地的。